# Diócesis de Mileto-Nicotera-Tropea
La diócesis de Mileto-Nicotera-Tropea (en latín: Dioecesis Miletensis-Nicotriensis-Tropiensis y en italiano: Diocesi di Mileto-Nicotera-Tropea) es una circunscripción eclesiástica de la Iglesia católica en Italia. Se trata de una diócesis latina, sufragánea de la arquidiócesis de Regio de Calabria-Bova. Desde el 19 de agosto de 2021 su obispo es Attilio Nostro.

## Territorio y organización

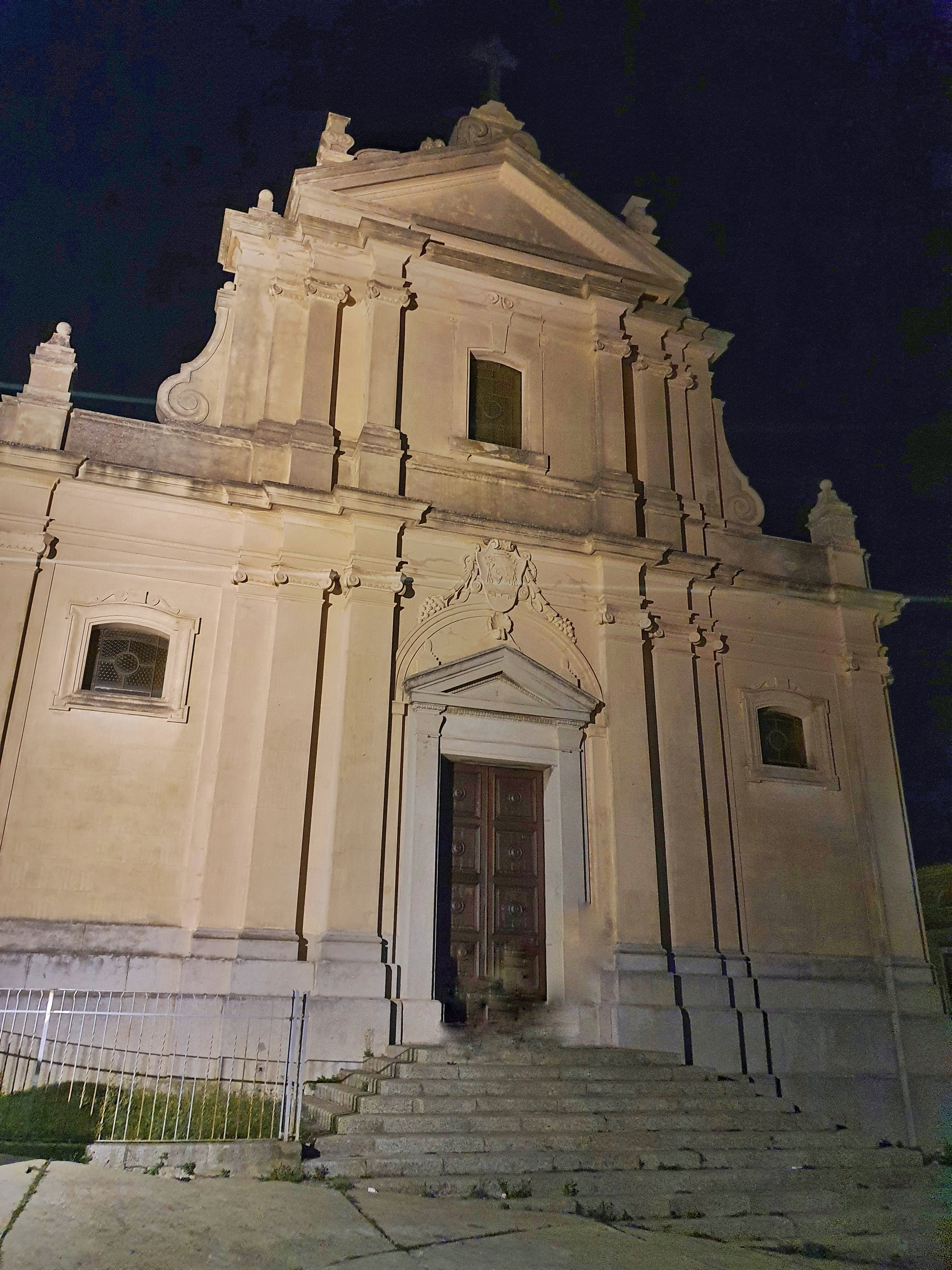
Concatedral de Santa María Asunta, en Nicotera

La diócesis tiene 943 km² y extiende su jurisdicción sobre los fieles católicos de rito latino residentes en 43 comunas de la provincia de Vibo Valentia en la región de Calabria: Acquaro, Arena, Briatico, Capistrano, Cessaniti, Dasà,  Dinami, Drapia, Filadelfia, Filandari, Filogaso, Francavilla Angitola, Francica, Gerocarne, Jonadi, [Joppolo]], Limbadi, Maierato, Mileto, Monterosso Calabro, Nicotera, Parghelia, Pizzo, Pizzoni, Polia, Ricadi, Rombiolo, San Calogero, San Costantino Calabro, San Gregorio d'Ippona, San Nicola da Crissa, Sant'Onofrio, Sorianello, Soriano Calabro, Spilinga, Stefanaconi, Tropea, Vallelonga, Vazzano, Vibo Valentia, Zaccanopoli, Zambrone, Zungri.

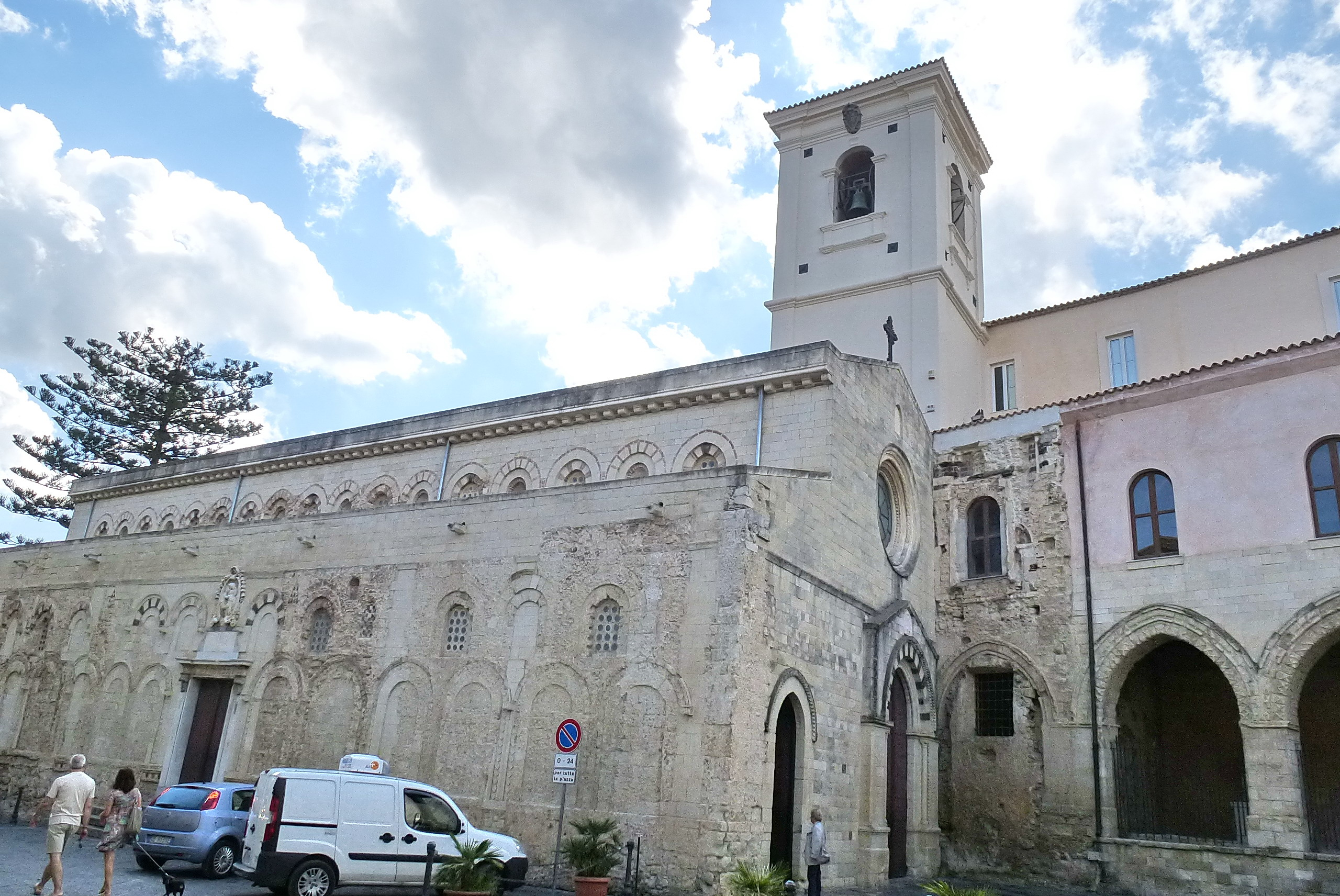
Concatedral de María Santísima de Rumania, en Tropea

La sede de la diócesis se encuentra en la ciudad de Mileto, en donde se halla la Catedral basílica de Santa María Asunta y San Nicolás. En Nicotera se halla la Concatedral de Santa María Asunta y en Tropea la Concatedral de María Santísima de Rumania. En Vallelonga se encuentra el santuario basílica de Nuestra Señora de Montserrat.

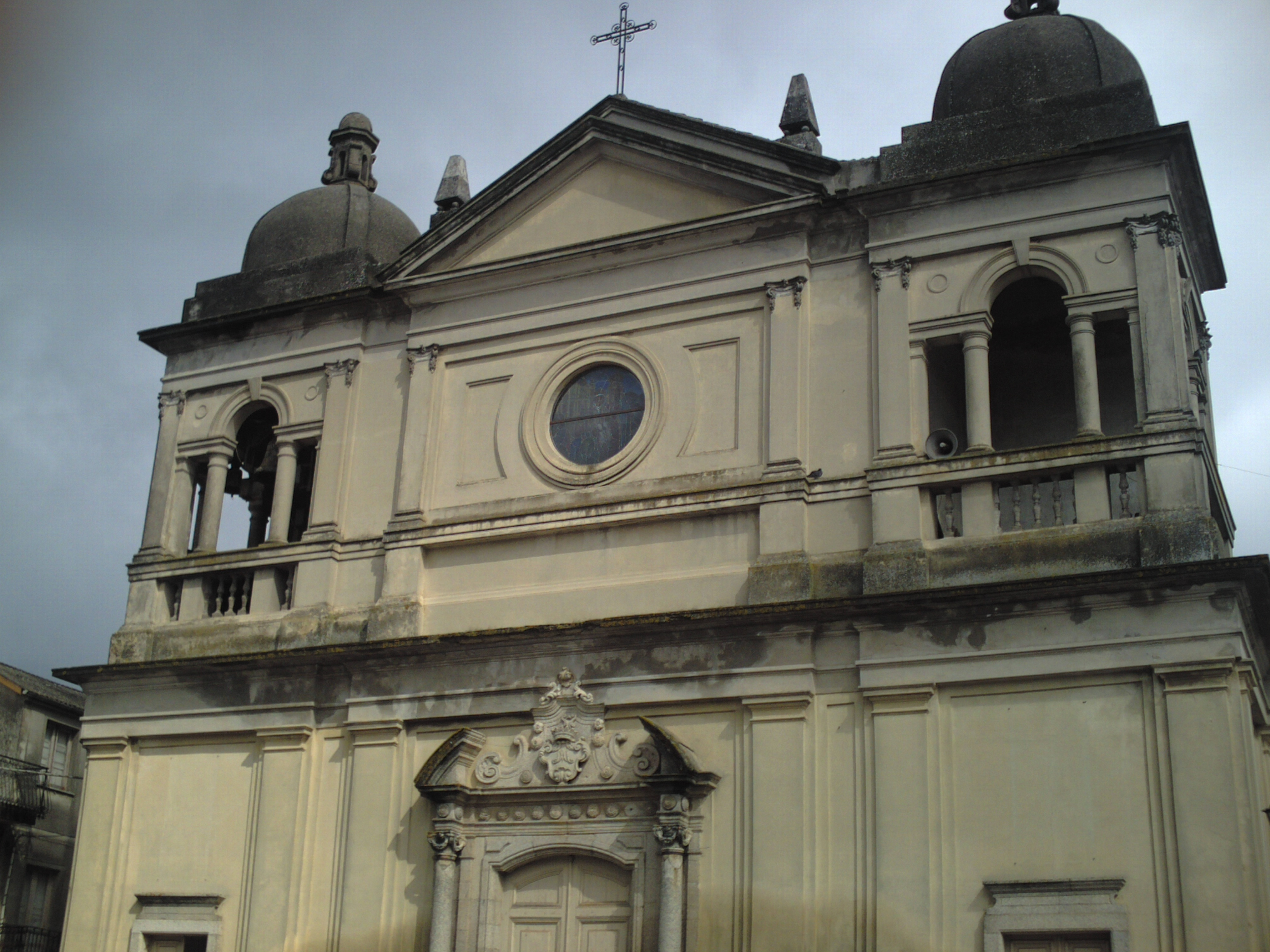
Santuario basílica de Nuestra Señora de Montserrat, en Vallelonga

En 2021 en la diócesis existían 133 parroquias agrupadas en 5 zonas pastorales: Mileto, Pizzo, Soriano Calabro, Vibo Valentia y Nicotera-Tropea.

## Historia

### Tropea
Las excavaciones arqueológicas realizadas en Tropea y su territorio han sacado a la luz una necrópolis con numerosas inscripciones cristianas, que atestiguarían la existencia de una comunidad cristiana numerosa y organizada entre los siglos IV y V. Una de las inscripciones hace referencia a Irene «conductix massae trapeianae». En la vida del papa Gregorio Magno también se encuentra una mención de la massa di Tropea, una gran propiedad territorial organizada según el modelo de una granja, de la que se puede deducir que la massa era propiedad de la Santa Sede (Patrimonium Sancti Petri). De las cartas del pontífice se desprende también que en el año 591 existía en Tropea un monasterio dedicado a san Miguel Arcángel.
A pesar de la antigüedad de la comunidad cristiana de Tropea, el nombre de uno de sus obispos, Giovanni, aparece por primera vez sólo en las actas del sínodo romano de 649. La sede nunca es mencionada en las numerosas cartas de Gregorio Magno, quien sin embargo menciona de una forma u otra todas las diócesis de Calabria. Por lo tanto, Tropea se convirtió muy probablemente en sede episcopal entre 604, año de la muerte del pontífice, y 649. Según Louis Duchesne, pudo haber sustituido a la diócesis de Meria (o Myria), conocida por las cartas del papa Gregorio y de la que obispo Severino, murió en 594.
Como atestiguan las cartas de Gregorio Magno, Calabria no tenía sede metropolitana y, aunque políticamente sometida al Imperio bizantino, dependía desde el punto de vista eclesiástico del patriarcado de Roma. Sólo en la primera mitad del siglo VIII, tras las controversias sobre la iconoclasia, Calabria fue retirada de la jurisdicción de Roma por el emperador León III Isaurio y sometida al patriarcado de Constantinopla (hacia 732). Es en este contexto que la diócesis adoptó el rito litúrgico griego y se sometió a la provincia eclesiástica de la arquidiócesis de Regio, como atestigua la Notitia Episcopatuum redactada por el emperador León VI el Sabio (886-912) y que se remonta al principio del siglo X.
Algunos historiadores (Cappelletti y Capalbi) creen que la antigua sede episcopal de Amantea, documentada por primera vez por la citada Notitia Leonis, se unió a la diócesis de Tropea en el siglo XI; Duchesne, en cambio, plantea la hipótesis de que a Amantea quizás le siguió la diócesis de Martirano.
Tras la ocupación normanda de Calabria, la diócesis, que hasta entonces había sido de rito griego, pasó progresivamente al rito latino. El primer obispo latino fue Giustino, a quien el conde Roger confirmó en 1094 todos los privilegios y derechos de los que disfrutaban los anteriores obispos griegos. Se construyó una nueva catedral, que fue consagrada en 1193 en presencia del metropolitano de Regio y siete obispos de Calabria. Desde el punto de vista territorial, la diócesis incluía dos entidades distintas: «el territorio original de Tropea y sus alrededores, llamado "diócesis superior", y el territorio de Amantea, llamado "diócesis inferior" y que incluía la franja costera entre Lamezia y Paola, claramente separados. El obispo podría llegar al territorio amanteano por mar."
Entre el siglo XIII y mediados del XVI, muy pocos obispos residieron permanentemente en la diócesis y sólo con Gian Matteo di Luca (1556) las cosas empezaron a cambiar. Fue gracias a Girolamo Rustici (1570-1593) que dio un nuevo dinamismo a la diócesis de Tropea, con la llegada de nuevas órdenes y congregaciones religiosas. El obispo Fabrizio Caracciolo (1615-1626) puso en práctica las decisiones del Concilio de Trento con la convocatoria del primer sínodo en 1618 y la fundación del seminario diocesano. Particularmente querida en la memoria de los tropeanos es la figura del obispo Ambrogio Córdova (1633-1638), con quien comienza la serie de obispos españoles, y que instituyó «la fiesta de la Virgen de Rumania el 27 de marzo, para recordar la particular protección de la Virgen que Tropea escapó de un desastroso terremoto en 1638."
El 27 de junio de 1818, mediante la bula De utiliori del papa Pío VII, Tropea se unió aeque principaliter a la diócesis de Nicotera. Al momento de la unión con Nicotera la diócesis estaba compuesta por las siguientes comunas: Tropea, Drapia, Parghelia, Zambrone, Spilinga y Ricadi, que constituían la "diócesis superior"; Amantea, Aiello Calabro, Serra d'Aiello, San Pietro in Amantea, Belmonte Calabro, Cleto, Falconara Albanese, Fiumefreddo Bruzio, Longobardi, las parroquias de Laghitello y Terrati (en la comuna de Lago), Falerna, Nocera Terinese y San Mango d 'Aquino, que constituía la "diócesis inferior".
El 16 de diciembre de 1963 mediante el decreto Cum territorium de la Congregación para los Obispos las comunas de la "diócesis inferior" fueron cedidas a la arquidiócesis de Cosenza y a la diócesis de Nicastro (hoy diócesis de Lamezia Terme).

### Nicotera
La diócesis de Nicotera ha tenido una historia turbulenta, dos veces suprimida y dos veces restaurada.
Históricamente se menciona por primera vez a finales del siglo VI en las cartas del papa Gregorio Magno. Su obispo, Proculo, fue suspendido de su cargo por descuidar la administración de su Iglesia y detenido en Roma para hacer penitencia (in poenitentiam deputatus); el pontífice encargó a Rufino de Vibona elegir un nuevo obispo entre el clero de la massa nicoterense; sin embargo tres años más tarde, en 599, Proculo volvió a la sede de Calabria. De las cartas del papa Gregorio se desprende que el territorio de Nicotera formaba parte de una massa, es decir, un conjunto de fundos, propiedad del Patrimonium Sancti Petri.
A partir del siglo VIII la diócesis quedó sometida al patriarcado de Constantinopla y adoptó el rito bizantino en sustitución del latino. El segundo obispo conocido de Nikotéra es Sergio, que asistió a las sesiones del Concilio de Nicea II en 787. Finalmente el obispo Cesareo, que murió en el año 902 cuando la ciudad fue completamente destruida por los sarracenos.
Nicotera se menciona luego en la Notitia Episcopatuum del emperador León VI (principios del siglo X) entre las sedes sufragáneas de la arquidiócesis de Regio. Sin embargo, después de Cesareo no se conoce ningún obispo y, debido a la destrucción de la ciudad, la diócesis fue suprimida y probablemente unida a la de Tropea.
Hacia mediados del siglo XI Calabria fue conquistada por los normandos, quienes procedieron a reconstruir Nicotera y restaurar la diócesis, que inmediatamente quedó sujeta a la Santa Sede. De esta segunda etapa en la vida de la diócesis sólo se conocen dos obispos. Pellegrino está documentado en un diploma de 1173 y participó en el II Concilio de Letrán de 1179. En la lucha entre aragoneses y angevinos por el dominio del territorio, en el contexto de las guerras de las Vísperas, el obispo Tancredi, asesinado en 1304, pagó el precio, acusado de haberse puesto del lado de los aragoneses sicilianos en contradicción con las directivas del papa. Con su muerte la diócesis fue suprimida por segunda vez y su territorio se unió primero a Mileto y luego a Regio.
La diócesis fue reerigida con la bula del papa Bonifacio IX el 14 de agosto de 1392, como sufragánea de Regio. El primer obispo fue Giacomo d'Ursa da Sant'Angelo, que gobernó la diócesis hasta principios del siglo XV. A partir de la segunda mitad del siglo XVI, los obispos se comprometieron a implementar las reformas deseadas por el Concilio de Trento: Luca Antonio Resta celebró el primer sínodo diocesano en 1579; su sucesor Ottaviano Capece (1582-1616) celebró diez para restaurar las reglas y reformar las costumbres; construyó el nuevo palacio episcopal y restauró la catedral; Ercole Coppola fundó el seminario episcopal en 1659. En 1669 el obispo Giovanni Biancolella fue asesinado en una emboscada, cuyo verdadero objetivo, sin embargo, era el vicario Giuseppe Corso; los culpables fueron arrestados y juzgados y, aunque el papa Clemente IX había decidido inicialmente comprar la ciudad y demolerla sin dejar rastro, se nombró un nuevo obispo, evitando así una nueva supresión de la diócesis. En 1688 también fue asesinado el tesorero del cabildo catedralicio.
En 1818 Nicotera se unió aeque principaliter a la sede de Tropea. En el momento de la unión, la diócesis incluía sólo dos comunas, Nicotera y Limbadi, con una decena de pueblos adscritos, y la parroquia de Caroniti en la comuna de Joppolo. El primer obispo de Nicotera y Tropea fue el napolitano Giovanni Tomasuolo (1818-1824), quien tuvo que lidiar con los conflictos que surgieron entre el clero de las dos ciudades debido a la residencia del obispo. Miguel Ángel Franchini (1832-1854) prestó especial atención al seminario y a la formación del clero, así como a la educación religiosa de los fieles, para lo que publicó en 1835 un compendio de doctrina cristiana. Entre los obispos del siglo XIX hay que recordar también a Domenico Taccone Gallucci (1891-1908), autor de investigaciones sobre la historia eclesiástica y, sobre todo, de los registros pontificios relativos a las Iglesias de Calabria.
El 11 de julio de 1973, después de diez años de sede vacante, Vincenzo De Chiara, obispo de Mileto, fue nombrado también obispo de Nicotera y Tropea, uniendo así in persona episcopi las tres sedes de Calabria. De Chiara fue responsable de la creación del museo diocesano de Nicotera en las instalaciones del palacio episcopal.

### Mileto
A partir de mediados del siglo XI los normandos arrebataron Calabria a los bizantinos. Roberto Guiscardo, con el "Pacto de Melfi" (1059), se convirtió en vasallo del papa y se comprometió a devolver las tierras conquistadas a la jurisdicción de la Iglesia de Roma, restaurando numerosos obispados destruidos por los sarracenos o los lombardos. En 1059 Roger I de Altavilla obtuvo de su hermano Roberto el castrum bizantino de Mileto, que fortificó y embelleció con palacios e iglesias, convirtiéndola en su residencia y capital del condado. En este contexto, por voluntad de Roger se erigió la diócesis de Mileto, cuya fundación se atribuye tradicionalmente al 1073. como el diploma que lleva el nombre de Sigillum Aureum fueron fechados por los historiadores locales en 1073, cuando en realidad pertenecen a 1081 y 1086 respectivamente, ambos dirigidos al obispo Arnolfo. De ello se deduce que la fecha en la que tradicionalmente se mata al primer obispo (1077) también es claramente incorrecta. Vito Capialbi, Memorie per servire alla storia della Santa Chiesa Miletese, pp. XLIX-LII, 1-4.</ref>
Formalmente, la nueva sede episcopal fue establecida por el papa Gregorio VII el 4 de febrero de 1081 con la bula Supernae miserationis. Con esta bula el pontífice transfirió la diócesis griega de Vibona a Mileto, cuya sede quedó inmediatamente sujeta a la Sede Apostólica. En 1086, con el diploma conocido como Sigillum Aureum, el conde Roger dotó a la diócesis de territorios, iglesias, bienes y hombres, con toda una serie de privilegios y exenciones. El 3 de octubre de 1093, con la bula Potestatem ligandi, el papa Urbano II confirmó la inmediata sujeción de Mileto a la Santa Sede e incorporó también la diócesis de Tauriana a la nueva diócesis; estas decisiones fueron confirmadas por el papa Calixto II el 23 de diciembre de 1122 con la bula Officii nostri.
El conde Roger, además de fundar la diócesis y dotarla de ricas donaciones y privilegios, fundó también la abadía de la Santísima Trinidad, exenta de la jurisdicción del obispo de Mileto, e hizo construir la catedral dedicada a san Nicolás, con una capítulo de canónigos; en el período de la fundación surgió la figura del primicerio san Gerlando, nombrado obispo de Agrigento hacia 1088.
En 1438 el obispo Antonio Sorbilli construyó una escuela de gramática y canto para clérigos seculares junto a la catedral, obteniendo del papa Eugenio IV la facultad de mantenerla con los ingresos de algunos monasterios de la diócesis. Sin embargo, este seminario ante litteram duró poco y fue cerrado en 1447.
A partir de mediados del siglo XVI se inició la serie de obispos reformadores, en consonancia con las directrices del Concilio de Trento, que dieron un nuevo impulso organizativo y pastoral a la diócesis. En 1570, el obispo cardenal Innico d'Avalos de Aragón compiló una audiencia que por primera vez, desde la época normanda, daba una imagen general de la extensión y los territorios de la diócesis. Su sucesor Giovan Mario De Alessandris (1573-1585) reformó el cabildo catedralicio. Marco Antonio Del Tufo (1585-1606) realizó la primera visita pastoral a la diócesis (1586), celebró tres sínodos y refundó el seminario (1587). Virgilio Cappone (1613-1631) fundó los monasterios de Monteleone y Mileto.
El 13 de agosto de 1717, después de innumerables discusiones entre abades y obispos de Mileto, el papa Clemente XI, con la bula Ad exequendas, decidió la supresión de la abadía nullius dioecesis de la Santísima Trinidad, y su anexión al territorio de la diócesis.
Según los datos descritos en la visita ad limina de 1741 del obispo Marcello Filomarini, la diócesis «estaba compuesta por 146 parroquias, 24 vicariatos, 120 mil habitantes, 62 conventos, 6 monasterios de clarisas, 3 hospitales, 2 casas de empeño, 40 laicos cofradías". El terremoto del 5 de febrero de 1783 lo destruyó todo (catedral, episcopio, seminario, numerosos conventos, la antigua abadía de la Santísima Trinidad), incluida la ciudad episcopal, que tuvo que ser reconstruida a pocos kilómetros de la antigua ciudad; los obispos tuvieron que reconstruir todas las estructuras diocesanas.
En los acontecimientos de 1860, que provocaron el fin del Reino de Nápoles, el obispo Filippo Mincione (1847-1882), firme partidario del régimen borbónico, fue sometido a un proceso y fue expulsado de la diócesis, y al mismo tiempo muchos bienes diocesanos fueron confiscados por el Estado italiano.
El 10 de junio de 1979, con el decreto Quo aptius de la Congregación para los Obispos, todas las parroquias, aproximadamente cincuenta, situadas en las comunas de la provincia de Regio de Calabria fueron cedidas para la diócesis de Oppido que tomó el nombre de diócesis de Oppido Mamertina-Palmi. Las comunas afectadas fueron: Anoia, Candidoni, Cinquefrondi, Cittanova, Feroleto della Chiesa, Galatro, Gioia Tauro, Giffone, Laureana di Borrello, Maropati, Melicuccà, Melicucco, Palmi, Polistena, Rizziconi, Rosarno, Sant'Eufemia d'Aspromonte, San Ferdinando, San Giorgio Morgeto, San Pietro di Caridà, San Procopio, Seminara, Serrata, Sinopoli y Taurianova. El mismo decreto transfirió la parroquia de Carmelo di Ceramida a la arquidiócesis de Regio de Calabria.

### Sedes unidas
El 11 de julio de 1973, Vincenzo De Chiara, obispo de Mileto, fue nombrado también obispo de Nicotera y Tropea, uniendo así in persona episcopi a las tres diócesis de Calabria.
El 30 de septiembre de 1986, con el decreto Instantibus votis de la Congregación para los Obispos, las sedes de Mileto, Nicotera y Tropea fueron unidas con la fórmula plena unione, asumiendo el nuevo nombre Mileto-Nicotera-Tropea. Al mismo tiempo, la diócesis pasó a ser sufragánea de la arquidiócesis de Regio de Calabria-Bova.

## Estadísticas
Según el Anuario Pontificio 2022 la diócesis tenía a fines de 2021 un total de 157 700 fieles bautizados.
| Año                                                                             | Población            | Población | Población      | Sacerdotes | Sacerdotes    | Sacerdotes    | Bautizados por sacerdote | Diáconos permanentes | Religiosos | Religiosos | Parroquias |
| Año                                                                             | Bautizados católicos | Total     | % de católicos | Total      | Clero secular | Clero regular | Bautizados por sacerdote | Diáconos permanentes | Varones    | Mujeres    | Parroquias |
| ------------------------------------------------------------------------------- | -------------------- | --------- | -------------- | ---------- | ------------- | ------------- | ------------------------ | -------------------- | ---------- | ---------- | ---------- |
| Diócesis de Mileto                                                              |                      |           |                |            |               |               |                          |                      |            |            |            |
| 1950                                                                            | 399 000              | 400 000   | 99.8           | 276        | 237           | 39            | 1445                     |                      | 60         | 230        | 132        |
| 1970                                                                            | 301 200              | 302 000   | 99.7           | 203        | 172           | 31            | 1483                     |                      | 39         | 277        | 141        |
| 1980                                                                            | 131 000              | 133 855   | 97.9           | 104        | 89            | 15            | 1259                     |                      | 16         | 80         | 88         |
| Diócesis de Nicotera y Tropea                                                   |                      |           |                |            |               |               |                          |                      |            |            |            |
| 1950                                                                            | 84 905               | 85 000    | 99.9           | 137        | 122           | 15            | 619                      |                      | 22         | 54         | 74         |
| 1970                                                                            | 36 754               | 36 754    | 100            | 38         | 26            | 12            | 967                      |                      | 13         | 45         | 45         |
| 1980                                                                            | 31 500               | 33 691    | 93.5           | 50         | 37            | 13            | 630                      |                      | 14         | 48         | 43         |
| Diócesis de Mileto-Nicotera-Tropea                                              |                      |           |                |            |               |               |                          |                      |            |            |            |
| 1990                                                                            | 161 500              | 166 500   | 97.0           | 139        | 110           | 29            | 1161                     | 1                    | 31         | 140        | 129        |
| 1999                                                                            | 160 000              | 166 000   | 96.4           | 131        | 103           | 28            | 1221                     | 4                    | 30         | 130        | 129        |
| 2000                                                                            | 160 000              | 166 000   | 96.4           | 129        | 102           | 27            | 1240                     | 4                    | 30         | 130        | 130        |
| 2001                                                                            | 160 000              | 166 000   | 96.4           | 135        | 104           | 31            | 1185                     | 5                    | 34         | 130        | 130        |
| 2002                                                                            | 160 000              | 166 000   | 96.4           | 137        | 106           | 31            | 1167                     | 7                    | 43         | 130        | 130        |
| 2003                                                                            | 160 000              | 166 000   | 96.4           | 143        | 112           | 31            | 1118                     | 7                    | 35         | 130        | 131        |
| 2004                                                                            | 160 000              | 166 000   | 96.4           | 141        | 111           | 30            | 1134                     | 7                    | 35         | 130        | 131        |
| 2013                                                                            | 155 900              | 170 700   | 91.3           | 138        | 119           | 19            | 1129                     | 15                   | 21         | 125        | 132        |
| 2016                                                                            | 159 100              | 174 200   | 91.3           | 139        | 111           | 28            | 1144                     | 13                   | 29         | 125        | 133        |
| 2019                                                                            | 158 265              | 173 340   | 91.3           | 137        | 110           | 27            | 1155                     | 13                   | 28         | 110        | 133        |
| 2021                                                                            | 157 700              | 172 670   | 91.3           | 140        | 113           | 27            | 1126                     | 16                   | 27         | 110        | 133        |
| Fuente: Catholic-Hierarchy, que a su vez toma los datos del Anuario Pontificio. |                      |           |                |            |               |               |                          |                      |            |            |            |

## Episcopologio

### Obispos de Tropea
- Giovanni I † (mencionado en 649)
- Teodoro I † (mencionado en 680)[nota 7]
- Teodoro II † (mencionado en 787)
- Pietro † (mitad del siglo XI)
- Calochirio † (mencionado en 1066)
- Giustino o Iusteno † (antes de 1094-después de 1117)
- Geruzio o Geruto † (mencionado en 1155)
- Erveo † (mencionado en 1157)
- Anónimo † (mencionado en 1164)[nota 8]
- Coridone o Caradone † (antes de 1179-después de 1194)[18]
- Orlandino, O.S.B.? †
- Riccardo I † (circa 1198-después de mayo de 1214)
- Radulfo † (circa 1215)[19]
- Giovanni II † (antes de noviembre de 1215-después de mayo de 1237)
- Anónimo † (mencionado en 1255 y 1257)
- Marino di Gaeta † (circa de marzo de 1262-después de 1266)[20]
  - Giovanni Fortebraccio † (obispo intruso)
- Giordano Ruffo[21] † (antes de 1272-después de 1296)
- Arcadio † (mencionado en 1299)
- Riccardo II † (antes de 1315-después del 2 de septiembre de 1322)
- Roberto † (1322-después de 1344 falleció)[nota 9]
- Rolandino Malatacchi, O.E.S.A. † (14 de junio de 1357-24 de octubre de 1390 nombrado obispo de Giovinazzo)
- Pavo de Griffis † (1390-circa 1410 falleció)
  - Beato Giovanni Dominici, O.P. † (16 de mayo de 1410-17 de septiembre de 1410 renunció) (administrador apostólico)
- Niccolò d'Acciapaccio † (17 de septiembre de 1410-18 de febrero de 1435 nombrado arzobispo de Capua)
- Giosuè Mormile † (23 de julio de 1436-después de 1445)
- Pietro Balbo † (27 de diciembre de 1465-9 de septiembre de 1479 falleció)
- Giovanni de Itro † (22 de diciembre de 1479-15 de abril de 1480 falleció)
- Guiliano Mirto Frangipani † (16 de junio de 1480-1499 falleció)
- Sigismondo Pappacoda † (10 de mayo de 1499-3 de noviembre de 1536 falleció)
- Giovanni Antonio Pappacoda † (1536-antes del 10 de octubre de 1537 falleció)
  - Innocenzo Cybo † (6 de febrero de 1538-14 de junio de 1538 renunció) (administrador apostólico)
  - Girolamo Ghinucci † (19 de junio de 1538-6 de julio de 1541 falleció) (administrador apostólico)
- Giovanni Poggio † (4 de octubre de 1541-6 de febrero de 1556 renunció)
- Gian Matteo di Luca Luchi † (6 de febrero de 1556-22 de junio de 1558 falleció)
- Pompeo Piccolomini † (26 de enero de 1560-3 de mayo de 1562 falleció)
- Francisco Aguirre † (15 de noviembre de 1564-antes del 28 de octubre de 1565[22] falleció)
- Felice Rossi † (5 de julio de 1566-18 de marzo de 1567 falleció)
  - Sede vacante (1567-1570)
- Girolamo Rustici † (26 de junio de 1570-31 de marzo de 1593 renunció)
- Tommaso Calvi † (30 de abril de 1593-29 de agosto de 1613 falleció)
- Fabrizio Caracciolo † (4 de mayo de 1615-11 de enero de 1626 falleció)
  - Sede vacante (1626-1633)
- Ambrogio Cordova, O.P. † (20 de junio de 1633-9 de junio de 1638 falleció)
  - Sede vacante (1638-1642)
- Benedetto Mandina, C.R. † (14 de julio de 1642-31 de mayo de 1646 falleció)
- Juan Lozano, O.E.S.A. † (17 de diciembre de 1646-29 de mayo de 1656 nombrado obispo de Mazara del Vallo)
- Carlo Maranta † (24 de septiembre de 1657-26 de enero de 1664 falleció)
  - Sede vacante (1664-1667)
- Lodovico Morales, O.S.A. † (7 de febrero de 1667-10 de enero de 1681 falleció)[23]
- Girolamo Borgia il giovane † (12 de enero de 1682-11 de agosto de 1683 falleció)
- Francisco de Figueroa, O.S.A. † (9 de abril de 1685-4 de octubre de 1691 falleció)
- Teofilo Testa, O.F.M. † (25 de junio de 1692-21 de octubre de 1695 falleció)
- Juan Lorenzo Ibáñez, O.S.A. † (14 de enero de 1697-21 de octubre de 1726 falleció)
- Angelico Viglini, O.F.M.Cap. † (12 de abril de 1728-16 de mayo de 1731 falleció)
- Gennaro Guglielmi † (17 de diciembre de 1731-12 de marzo de 1751 renunció)
- Felix de Pau † (15 de marzo de 1751-6 de noviembre de 1782 falleció)
  - Sede vacante (1782-1786)
- Giovanni Vincenzo Monforte † (18 de diciembre de 1786-29 de enero de 1798 nombrado obispo de Nola)
- Gerardo Mele † (29 de enero de 1798-6 de febrero de 1817 falleció)
  - Sede unida a Nicotera (1818-1986)

### Obispos de Nicotera
- Proculo † (antes de 596-después de 599)
- Sergio † (mencionado en 787)
- Cesareo † (?-902 falleció)
  - Sede suprimida
- Pellegrino † (antes de 1173-después de 1179)
- Tancredi † (?-1304 falleció)
  - Sede suprimida
- Giacomo d'Ursa da San Angelo, O.S.A. † (16 de agosto de 1392-7 de agosto de 1405 falleció)
- Pietro † (?-circa 1415 falleció)
- Clemente da Nápoles, O.Carm. † (28 de abril de 1415-1423 falleció)
- Floridato Surpando o Seripando † (29 de enero de 1423-? falleció)
- Giovanni (Francesco?) † (4 de marzo de 1444-? falleció)
- Francesco de Branca † (14 de junio de 1452-circa 1479 falleció)
  - Pietro Balbo † (18 de enero de 1462-27 de diciembre de 1465 nombrado obispo de Tropea)[nota 10]
- Nicolò Guidiccioni † (17 de septiembre de 1479-1487 falleció)
- Antonio Lucidi † (1 de junio de 1487-8 de febrero de 1490 nombrado obispo de Nicastro)
- Arduino Pantaleoni † (8 de febrero de 1490-después de 1517 falleció)
- Giulio Cesare de Gennaro I † (después de 1517 por sucesión-1528 renunció)
  - Pompeo Colonna † (30 de octubre de 1528-5 de diciembre de 1530 renunció) (administrador apostólico)
- Princisvalle de Gennaro † (5 de diciembre de 1530-? falleció)
- Camillo de Gennaro † (12 de diciembre de 1539-1542 falleció)
- Giulio Cesare de Gennaro II † (15 de marzo de 1542-1573 falleció)
- Leonardo Liparola † (30 de marzo de 1573-1578 falleció)
- Luca Antonio Resta † (11 de agosto de 1578-27 de abril de 1582 nombrado obispo de Andría)
- Ottaviano Capece † (21 de mayo de 1582-1616 falleció)
- Carlo Pinti † (1616 por sucesión-16 de julio de 1644 falleció)
- Camillo Baldi † (6 de marzo de 1645-1650 falleció)
- Ludovico Centofiorini † (2 de mayo de 1650-1650 o 1651 falleció)
- Ercole Coppola † (22 de mayo de 1651-1658? falleció)
- Francesco Cribario † (6 de mayo de 1658-3 de marzo de 1667 falleció)
- Giovanni Biancolella † (22 de agosto de 1667-5 o 6 de febrero de 1669 falleció)
- Francesco Arrigua, O.M. † (6 de octubre de 1670-noviembre de 1690 falleció)
- Bartolomeo Riberi, O. de M. † (12 de noviembre de 1691-8 de diciembre de 1702 falleció)
- Antonio Manso, O.M. † (1 de octubre de 1703-noviembre de 1713 falleció)
  - Sede vacante (1713-1718)
- Gennaro Mattei, O.M. † (10 de enero de 1718-enero de 1725 falleció)
- Alberto Gualtieri, O.F.M.Disc. † (21 de febrero de 1725-octubre de 1726 falleció)
- Paolo Collia, O.M. † (23 de diciembre de 1726-19 o 27 de julio de 1735 falleció)
- Francesco de Novellis † (2 de diciembre de 1735-27 de enero de 1738 nombrado obispo de Sarno)
- Eustachio Entreri, O.M. † (3 de marzo de 1738-11 de marzo de 1745 falleció)
- Francesco Franco † (10 de mayo de 1745-20 o 21 de abril de 1777 falleció)
- Francesco Antonio Attaffi † (23 de junio de 1777-4 de marzo de 1784 falleció)
  - Sede vacante (1784-1792)
- Giuseppe Vincenzo Marra † (27 de febrero de 1792-16 de enero de 1816 falleció)
  - Sede vacante (1816-1818)

### Obispos de Nicotera y Tropea
- Giovanni Tomasuolo † (21 de diciembre de 1818-21 de junio de 1824 renunció)
- Nicola Antonio Montiglia † (27 de septiembre de 1824-30 de noviembre de 1826 falleció)
- Mariano Bianco † (9 de abril de 1827-30 de septiembre de 1831 nombrado arzobispo de Amalfi)
- Michele Franchini † (2 de julio de 1832-24 de mayo de 1854 falleció)
- Filippo de Simone † (23 de marzo de 1855-13 de diciembre de 1889 falleció)
- Domenico Taccone-Gallucci † (13 de diciembre de 1889 por sucesión-21 de julio de 1908 renunció[nota 11])
- Giuseppe Maria Leo † (23 de junio de 1909-17 de enero de 1920 nombrado arzobispo de Trani y Barletta)
- Felice Cribellati † (9 de junio de 1921-1 de febrero de 1952 falleció)
- Agostino Saba † (25 de agosto de 1953-16 de marzo de 1961 nombrado arzobispo de Sassari)
- Giuseppe Bonfiglioli † (29 de marzo de 1961-9 de noviembre de 1963 nombrado arzobispo coadjutor de Siracusa[nota 12])
  - Sede vacante (1963-1973)[nota 13]
- Vincenzo De Chiara † (11 de julio de 1973-5 de marzo de 1979 retirado)
- Domenico Tarcisio Cortese, O.F.M. † (15 de junio de 1979-30 de septiembre de 1986 nombrado obispo de Mileto-Nicotera-Tropea)

### Obispos de Mileto
- Arnolfo † (1081-después de 1086)
- Diosforo † (mencionado en febrero de 1091)
- Goffredo † (antes de 1093-después de 1094)
- Eberardo † (mencionado en 1099)
- Roberto de Parisio † (mencionado en 1101)
- Ugone † (1104-?)
- Giovanni † (mencionado en 1113)
- Goffredo I † (mencionado en 1122)
- Rinaldo † (mencionado en 1123)[nota 14]
- Stefano † (antes de 1139-después de 1157)
- Ard... † (mencionado en 1168)
- Anselmo † (antes de junio de 1175-después de marzo de 1181)[nota 15]
- Nicola † (antes del 25 de junio de 1198-después de noviembre de 1200)
- Pietro † (antes de agosto de 1207-después de 1213)
- Ruggero † (antes de julio de 1216-después de mayo de 1231)
- Anónimo † (mencionado en 1233)
- Anónimo (Domenico) † (22 de abril de 1252-?)[nota 16]
- Domenico † (antes de 1279-después de enero de 1281)
- Diodato, O.P. † (25 de septiembre de 1282-1286 falleció)
- Saba Malaspina † (12 de julio de 1286-1298 falleció)
- Andrea I, O.Cist. † (1298-circa 1311 falleció)
- Manfredi Giffone † (7 de julio de 1312-5 de noviembre de 1328 falleció)
- Goffredo Fazzari † (1328-1348 falleció)
- Pietro Valeriani † (2 de julio de 1348-después de 1370 falleció)
- Tommaso Buccamungellis † (28 de noviembre de 1373-8 de enero de 1391 falleció)
  - Enrico de Solana † (19 de septiembre de 1395-?) (antiobispo)
- Andrea d'Alagni † (1392-1402 falleció)
- Corrado Caracciolo † (2 de octubre de 1402-15 de febrero de 1411 falleció)
- Astorgio Agnesi † (18 de septiembre de 1411-15 de febrero de 1413 nombrado obispo de Ravello)
- Jacopo, O.Cist. † (15 de febrero de 1413-? falleció)[nota 17]
- Domenico II † (antes de junio de 1430-1435 falleció)
- Antonio Sorbilli † (26 de julio de 1437[nota 18]-1463 falleció)
- Cesare Caietano, O.Cist. † (15 de junio de 1463-? falleció)
- Narciso † (25 de junio de 1473-1477 falleció)
- Antonio de' Pazzi † (26 de febrero de 1477-1479 falleció)
- Giacomo Della Rovere † (18 de agosto de 1480-6 de marzo de 1504 nombrado obispo de Savona)
- Francesco Alidosi † (6 de marzo de 1504-26 de marzo de 1505 nombrado obispo de Pavía)
- Sisto Franciotti Della Rovere † (1505-1508 nombrado obispo de Camerino)
- Andrea della Valle † (23 de febrero de 1508-26 de noviembre de 1523 renunció)
- Quinzio de Rusticis † (26 de noviembre de 1523-1566 falleció)
- Innico d'Avalos d'Aragona, O.S.Iacobi † (19 de agosto de 1566-9 de febrero de 1573 renunció)
- Giovan Mario De Alessandris † (9 de febrero de 1573-21 de octubre de 1585 nombrado obispo de San Marco)
- Marco Antonio Del Tufo † (21 de octubre de 1585-1606 falleció)
- Giambattista Leni † (4 de julio de 1608-3 de agosto de 1611 nombrado obispo de Ferrara)
- Felice Centini, O.F.M.Conv. † (31 de agosto de 1611-23 de septiembre de 1613 nombrado obispo de Macerata y Tolentino)
- Virgilio Cappone † (13 de noviembre de 1613-1631 falleció)
- Maurizio Centini, O.F.M.Conv. † (12 de mayo de 1631-14 de noviembre de 1639 falleció)
- Gregorio Panzani, C.O. † (13 de agosto de 1640-25 de junio de 1660 falleció)
- Diego Castiglione Morelli † (26 de julio de 1662-mayo de 1680 falleció)
- Ottavio Paravicino † (12 de mayo de 1681-septiembre de 1695 falleció)
- Domenicantonio Bernardini † (18 de junio de 1696-11 de enero de 1723 falleció)
- Ercole Michele Ajerbi d'Aragona † (12 de mayo de 1723-27 de septiembre de 1734 nombrado arzobispo a título personal de Aversa)
- Marcello Filomarini † (27 de septiembre de 1734-13 de marzo de 1756 falleció)
- Giuseppe Maria Carafa, C.R. † (19 de julio de 1756-7 de septiembre de 1786 falleció)
- Enrico Capece Minutolo, C.O. † (18 de junio de 1792-6 de mayo de 1824 falleció)
- Vincenzo Maria Armentano, O.P. † (12 de julio de 1824-15 de agosto de 1846 falleció)
- Filippo Mincione † (12 de abril de 1847-29 de abril de 1882 falleció)
- Luigi Carvelli † (3 de julio de 1882-1 de junio de 1888 falleció)
- Antonio Maria de Lorenzo † (11 de febrero de 1889-28 de noviembre de 1898 renunció[nota 19])
- Giuseppe Morabito † (15 de diciembre de 1898-4 de julio de 1922 renunció[nota 20])
- Paolo Albera † (9 de mayo de 1924-27 de octubre de 1943 falleció)
- Enrico Nicodemo † (22 de enero de 1945-11 de noviembre de 1952 nombrado arzobispo de Bari)
- Vincenzo De Chiara † (30 de abril de 1953-5 de marzo de 1979 retirado)
- Domenico Tarcisio Cortese, O.F.M. † (15 de junio de 1979-30 de septiembre de 1986 nombrado obispo de Mileto-Nicotera-Tropea)

### Obispos de Mileto-Nicotera-Tropea
- Domenico Tarcisio Cortese, O.F.M. † (30 de septiembre de 1986-28 de junio de 2007 retirado)
- Luigi Renzo (28 de junio de 2007-1 de julio de 2021 renunció)[nota 21]
- Attilio Nostro, desde el 19 de agosto de 2021

### Para Mileto
- (en italiano) La diócesis de Mileto en BeWeB - Beni ecclesiastici in web
- (en italiano) Vito Capialbi, Memorie per servire alla storia della Santa Chiesa Miletese, Nápoles, 1835
- (en italiano) Domenico Taccone-Gallucci, Monografia della città e diocesi di Mileto, Nápoles, 1881
- (en italiano) Giuseppe Cappelletti, Le Chiese d'Italia dalla loro origine sino ai nostri giorni, Venecia, 1870, vol. XXI, pp. 437-440
- «Storia del seminario di Mileto» (en italiano).
- (en latín) Pius Bonifacius Gams, Series episcoporum Ecclesiae Catholicae, Graz, 1957, pp. 896-897
- (en latín) Konrad Eubel, Hierarchia Catholica Medii Aevi, vol. 1, pp. 340-341; vol. 2, p. 192; vol. 3, p. 244; vol. 4, p. 242; vol. 5, p. 267; vol. 6, p. 288

### Para Nicotera
- (en inglés) La diócesis de Nicotera en Catholic Hierarchy
- (en inglés) La diócesis de Nicotera en Giga Catholic
- (en italiano) La diócesis de Nicotera en BeWeB - Beni ecclesiastici in web
- (en italiano) Giuseppe Cappelletti, Le Chiese d'Italia dalla loro origine sino ai nostri giorni, Venecia, 1870, vol. XXI, pp. 213-216
- (en italiano) Vincenzio d'Avino, Cenni storici sulle chiese arcivescovili, vescovili e prelatizie (nullius) del Regno delle Due Sicilie, Nápoles, 1848, pp. 473-481
- (en italiano) Domenico Taccone-Gallucci Regesti dei Romani Pontefici per le chiese della Calabria, Roma, 1902, pp. 415-416
- (en latín) Pius Bonifacius Gams, Series episcoporum Ecclesiae Catholicae, Graz, 1957, p. 906
- (en latín) Konrad Eubel, Hierarchia Catholica Medii Aevi, vol. 1, p. 366; vol. 2, p. 203; vol. 3, p. 258; vol. 4, p. 260; vol. 5, pp. 289-290; vol. 6, pp. 310-311

### Para Tropea
- (en inglés) La diócesis de Tropea en Catholic Hierarchy
- (en inglés) La diócesis de Tropea en Giga Catholic
- (en italiano) La diócesis de Tropea en BeWeB - Beni ecclesiastici in web
- (en italiano) Vito Capialbi, Memorie per servire alla storia della Santa Chiesa Tropeana, Nápoles, 1852
- (en italiano) Giuseppe Cappelletti, Le Chiese d'Italia dalla loro origine sino ai nostri giorni, Venecia, 1870, vol. XXI, pp. 217-224
- (en italiano) Vincenzio d'Avino, Cenni storici sulle chiese arcivescovili, vescovili e prelatizie (nullius) del Regno delle Due Sicilie, Nápoles, 1848, pp. 707-719
- (en latín) Pius Bonifacius Gams, Series episcoporum Ecclesiae Catholicae, Graz, 1957, pp. 937-938
- (en latín) Konrad Eubel, Hierarchia Catholica Medii Aevi, vol. 1, p. 500; vol. 2, p. 257; vol. 3, pp. 319-320; vol. 4, p. 347; vol. 5, p. 392; vol. 6, p. 419